# Dmitrij Kabalevskij
Dmitrij Borisovitj Kabalevskij (ryska: Дмитрий Борисович Кабалевский), född 30 december 1904 i Sankt Petersburg, död 14 februari 1987 i Moskva, var en rysk tonsättare.

## Biografi
Kabalevskij studerade vid musikkonservatoriet i Moskva med lärare som Georgij Catoire och Nikolaj Mjaskovskij. Han blev 1939 lärare i komposition vid sitt tidigare lärosäte. Han var redaktör för tidskriften Sovejtskaja muzyka 1940–1947.

## Musik
Dmitrij Kabalevskijs musik bygger på rysk tradition, men har moderna drag. Produktionen var mångsidig med Mästaren från Clamecy (efter Romain Rolland) som hans mest kända opera. Han har också gjort flera symfonier med körinslag, nationella kantater och populära barnvisor. Allra mest känd är han för sin Violinkonsert (op. 48, 1948).

## Verk (urval)
- Violinkonsert (op. 48, 1948)
- 24 små preludier (op. 38, 1924), sättningar av ryska folksånger av Nikolaj Rimskij-Korsakov.
- 4 pianokonserter (op. 9 1928, op. 23 1935, op. 50 1952 och op. 99 1975)
- 2 cellokonserter (op. 49 1949, op.77 1964)
- Opera Colas Breugnon (1937)
- Opera Mästaren från Clamency (1937)
- Opera I elden (1942-1943)
- Opera De okuvliga (1947)
- Opera Taras' Familj, (1950)
- Balett De gyllene axen (1940)
- Kantat för soli, kör och orkester Det stora fosterlandet (1942)
- Svit för blandad kör och orkester Folkets hämnare (1942)
- Bassolo med orkester Vi kan inte besegras (1941)

## Utmärkelser
- Socialistiska arbetets hjälte,  1974
- Förtjänstfull konstnär i Ryska SFSR
- Folkets konstnär i Ryska SFSR
- Lenins Komsomolpriset
- Statliga Stalinpriset
- Förtjänstfull konstarbetare i Ryska SFSR
- Leninpriset
- Arbetets Röda Fanas orden
- Medalj ”För tappert arbete under det Stora Fäderneslandkriget 1941-1945”
- Patriotiska krigsorden av 1:a klass
- Sovjetunionens statliga pris
- Medalj till minne av Moskvas 800-årsjubileum
- Leninorden
- Folkets artist i Sovjetunionen
- Hedersmärke-orden
- Ryska SFSR:s statliga Glinka-pris

[Redigera Wikidata]